# Nîmes Olympique 2017-2018
Questa voce raccoglie le informazioni riguardanti il Nîmes Olympique nelle competizioni ufficiali della stagione 2017-2018. 

## Rosa
| N. |                    | Ruolo | Calciatore                 |
| -- | ------------------ | ----- | -------------------------- |
| 1  | Francia (bandiera) | P     | Baptiste Valette           |
| 3  | Algeria (bandiera) | D     | Liassine Cadamuro Bentaïba |
| 4  | Francia (bandiera) | D     | Fabien Garcia              |
| 7  | Marocco (bandiera) | A     | Rachid Alioui              |
| 8  | Francia (bandiera) | C     | Pierrick Valdivia          |
| 9  | Francia (bandiera) | A     | Clément Depres             |
| 10 | Francia (bandiera) | C     | Romain Del Castillo        |
| 11 | Francia (bandiera) | C     | Téji Savanier              |
| 14 | Francia (bandiera) | C     | Antonin Bobichon           |
| 15 | Francia (bandiera) | D     | Gaëtan Paquiez             |
| 16 | Francia (bandiera) | P     | Martin Sourzac             |

| N. |                    | Ruolo | Calciatore             |
| -- | ------------------ | ----- | ---------------------- |
| 17 | Grecia (bandiera)  | C     | Panagiōtīs Vlachodīmos |
| 18 | Francia (bandiera) | C     | Theo Valls             |
| 19 | Turchia (bandiera) | A     | Umut Bozok             |
| 20 | Francia (bandiera) | C     | Renaud Ripart          |
| 21 | Algeria (bandiera) | D     | Féthi Harek            |
| 22 | Francia (bandiera) | A     | Sada Thioub            |
| 23 | Francia (bandiera) | D     | Anthony Briançon       |
| 28 | Francia (bandiera) | D     | Olivier Boscagli       |
| 29 | Francia (bandiera) | D     | Sofiane Alakouch       |
| 33 | Marocco (bandiera) | C     | Abdel Hsissane         |
| 40 | Francia (bandiera) | P     | Yan Marillat           |